# Klasa wydzielona w piłce siatkowej kobiet (1954)
Klasa wydzielona w piłce siatkowej kobiet 1954 – 18. edycja rozgrywek o mistrzostwo Polski w piłce siatkowej kobiet.

## Rozgrywki
Tabela
| Lp. | Drużyna          | Pkt | Mecze | Mecze | Mecze | Sety | Sety | Sety  |
| Lp. | Drużyna          | Pkt | M     | W     | P     | wyg. | prz. | ratio |
| --- | ---------------- | --- | ----- | ----- | ----- | ---- | ---- | ----- |
| 1   | Kolejarz Gdańsk  | 27  | 14    | 13    | 1     | 40   | 6    | 6.667 |
| 2   | Spójnia Warszawa | 26  | 14    | 12    | 2     | 37   | 10   | 3.700 |
| 3   | AZS AWF Warszawa | 25  | 14    | 11    | 3     | 36   | 11   | 3.273 |
| 4   | Wisła Kraków     | 21  | 14    | 7     | 7     | 24   | 26   | 0.923 |
| 5   | CWKS Lublin      | 20  | 14    | 6     | 8     | 19   | 28   | 0.679 |
| 6   | Gwardia Wrocław  | 18  | 14    | 4     | 10    | 18   | 32   | 0.563 |
| 7   | Unia Łódź        | 16  | 14    | 2     | 12    | 9    | 37   | 0.243 |
| 8   | AZS Gdańsk       | 15  | 14    | 1     | 13    | 7    | 40   | 0.175 |

## Klasyfikacja końcowa
| Miejsce | Drużyna          |
| ------- | ---------------- |
| 1.      | Kolejarz Gdańsk  |
| 2.      | Spójnia Warszawa |
| 3.      | AZS AWF Warszawa |
| 4.      | Wisła Kraków     |
| 5.      | CWKS Lublin      |
| 6.      | Gwardia Wrocław  |
| 7.      | Spójnia Łódź     |
| 8.      | AZS Gdańsk       |

     spadek do II ligi